# Мессьє 69
Мессьє 69 (також відоме, як М69 та NGC 6637) є кулястим скупченням в сузір'ї Стрільця.

## Історія відкриття
Скупчення було відкрито і каталогізувати Шарлем Мессьє 31 серпня 1780 року.

## Цікаві характеристики
M69 знаходиться на відстані 29 700 світлових років від Землі.

## Спостереження

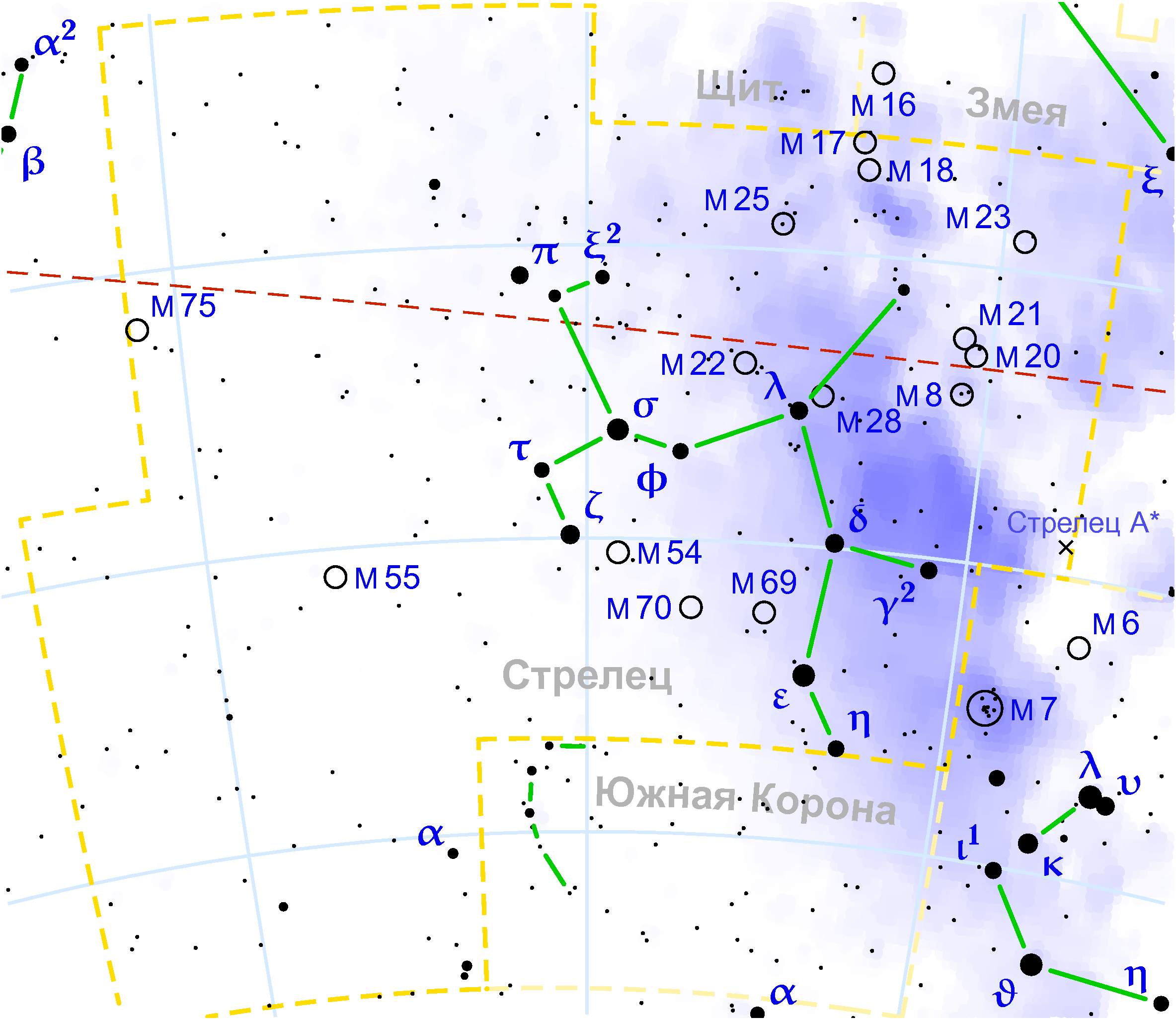
M69 в сузір'ї Стрільця

Одне з найтьмяніших кулястих скупчень у каталозі Мессьє — M69 — об'єкт не з легких. З території середніх широт північної півкулі воно доступне тільки короткими літніми ночами, та й то з самих південних областей, де сходить досить високо над горизонтом, щоб атмосфера не дуже заважала його спостереженням. У світлосильний бінокль є шанс помітити його приблизно на чверті шляху від зірки ε до φ Стрільця у вигляді ледь видимої дифузної плямочки округлої форми.
У аматорський телескоп середньої апертури і оглядовим збільшенням (35-50х) скупчення також виглядає округлою дифузною невеликою плямою з несильною концентрацією до центру. Поблизу скупчення (5 кутових хвилин на північний захід) розташовується рівна за яскравістю йому зірка 8m. При підйомі збільшення до 100х і вище тіло скупчення починає іскритися зірками.
У градусі на південно-схід, можна пошукати ще тьмяніше кулясте скупчення NGC 6642 (8.5m, 6 ').

### Сусіди по небу з каталогу Мессьє
- M70 — (в 2.5 градусах на схід) кулясте скупчення-близнюк, таке ж неяскраве і компактне;
- M54 — (на північний схід у напрямку до ζ Sgr) неяскраве, але більш примітне;
- M7 і M6 — (на захід у Скорпіоні) яскраві розсіяні скупчення;
- M22 і M28 — (на північ близько λ Sgr) пара дуже яскравих кулястих скупчень .

### Послідовність спостереження в «Марафоні Мессьє»
… М22 → М28 →М69 → М54 → М25 …

## Навігатори
Координати:  18г 31м 23.23с, −32° 20′ 52.7″